# W. H. Hewlett
W. H. Hewlett   (16 de gener de 1873 - 13 de juny de 1940) va ser un organista, director d'orquestra, compositor i educador musical canadenc, anglès de naixement.
Nascut a Batheaston, Hewlett era el solista al cor de "Bath Abbey" quan era un nen. El 1884, a l'edat d'11 anys, va emigrar al Canadà on la seva família es va establir finalment a Toronto, Ontario. Quan era adolescent, va estudiar al Conservatori Superior de Música de Toronto (TCM), on es va graduar amb la medalla d'or a la interpretació d'orgue el 1893. Entre els seus professors hi havia Francesco D'Auria (orquestració), Arthur Elwell Fisher (teoria musical), Albert Ham (teoria musical), i Augustus Stephen Vogt (piano i orgue). Més tard, va anar a Europa per continuar estudis avançats amb el pianista Ernst Jedliczka i el compositor Hans Pfitzner a Berlín i a Londres amb el pianista Vladimir Cernikoff.
Mentre era estudiant del TCM, Hewlett va ocupar el càrrec d'organista-mestre de capella a l'església metodista St. Carlton des del 1890 fins al 1895. El 1894 va co-fundar el Toronto Mendelssohn Choir, servint com a primer acompanyant per la formació entre 1895-1897. El 1895 es va traslladar a Londres (Ontario) per assumir el càrrec d'organista-mestre de capçalera a l'església metodista del Centre Dundas. Del 1896 al 1902 va ser director de la London Vocal Society. En aquesta època també va servir d'acompanyant de les cantants Ernestine Schumann-Heink i Clara Butt en les seves gires de recital canadenc.
El 1902 Hewlett es va traslladar a Hamilton per assumir el càrrec de director musical a l'església metodista centenària on va romandre fins al 1938. El 1907, juntament amb J. E. P. Aldous i Bruce Carey, es va convertir en codirector del "Royal Hamilton College of Music". Va esdevenir director únic el 1918, càrrec que va ocupar fins al 1939. Des del 1922-1935 va exercir de director del cor Bach-Elgar, dirigint sovint el conjunt en actuacions amb lOrquestra de Cleveland. El 1927 va dirigir un concert celebrant el 60è aniversari de la Confederació Canadenca amb un cor de 1000 veus. Del 1928 al 1929 va ser president del Reial Col·legi d'Organistes del Canadà. També va estar actiu com a adjudicatari i examinador a tot el Canadà durant la seva carrera. Va morir a Bronte, Ontario, el 1940.